# يوري كوندراتيوك
يوري فاسيليفيتش كوندراتيوك (الاسم الحقيقي ألكسندر إغناتيفيتش شارجي (بالروسية: Алекса́ндр Игна́тьевич Шарге́й)‏ (بالأوكرانية: Олександр Гнатович Шаргей)‏ (21 يونيو 1897 - فبراير 1942) مهندس وعالم رياضيات أوكراني وسوفيتي. كان رائدًا في مجال الملاحة الفضائية ورحلات الفضاء ومنظرًا، طوّر أول ملتقى قمري معروف (LOR) في أوائل القرن العشرين، وهو مفهوم رئيسي للهبوط وإعادة رحلات الفضاء من الأرض إلى القمر. تم استخدام (LOR) لاحقًا لتخطيط أول رحلة فضاء بشرية فعلية إلى القمر. تمت تغطية العديد من الجوانب الأخرى لرحلات الفضاء واستكشاف الفضاء في أعماله.
قام كوندراتيوك باكتشافاته العلمية في ظروف الحرب والاضطهاد المتكرر من السلطات والأمراض الخطيرة.
«يوري كوندراتيوك» هوية مسروقة كان المؤلف يختبئ في ظلها بعد الثورة الروسية وأصبح معروفًا لدى المجتمع العلمي.

## السيرة الذاتية والبحث

### حياته المُبكّرة
ولد كوندراتيوك باسم ألكسندر إجناتيفيتش شارجي في عام 1897 في بولتافا، الإمبراطورية الروسية (أوكرانيا الآن)، على الرغم من أن عائلته عاشت في الأصل في كييف. درس والده، إغنات بينيديكتوفيتش شارجي، الفيزياء والرياضيات في جامعة كييف وقت زواجه. والدة كوندراتيوك، ليودميلا لفوفنا شلبينباخ، درست اللغة الفرنسية في مدرسة كييف، ولا بد أنها كانت حامل بالفعل عندما تزوجت في يناير 1897. وهي حفيدة مباشرة لوولمار أنطون فون شلبينباخ، وهو جنرال شارك في الغزو السويدي الفاشل لروسيا، الذي كان بقيادة كارل الثاني عشر. كان جدها أنطون فون شلبنباخ مقدمًا في الجيش الإمبراطوري الروسي وشارك في الحروب النابليونية. عاش ألكسندر في الغالب مع جدته وزوجها في بولتافا.
منذ سن مبكرة، أظهر كوندراتيوك قدرات كبيرة في الفيزياء والرياضيات. عندما كان كبيرًا بما يكفي للالتحاق بالمدرسة الثانوية، تم قبوله مباشرة في الدرجة الثالثة من مدرسة ثانوية مرموقة، حيث تخرج بميدالية ذهبية للإتقان بعد بضع سنوات.

### التعليم العالي والحرب العالمية الأولى
التحق كوندراتيوك لاحقًا بمعهد الفنون التطبيقية الكبرى في بتروغراد لدراسة الهندسة، حيث تأثر بإيفان ميشيرسكي. سرعان ما تم تجنيده في الجيش عند اندلاع الحرب العالمية الأولى وتخرج من مدرسة الراية هناك. خلال خدمته العسكرية على الجبهة القوقازية، ملأ كوندراتيوك أربعة دفاتر بأفكاره عن الطيران بين الكواكب. وشمل ذلك اقتراح استخدام مركبة فضائية معيارية للوصول إلى القمر، وترك قسم الدفع للمركبة في المدار أثناء رحلة هبوط أصغر إلى السطح والعودة (الاستراتيجية التي اعتمدها في النهاية مهندسو برنامج أبولو). قام بتضمين حسابات مفصلة لمسار أخذ مركبة فضائية من مدار حول الأرض إلى مدار حول القمر والعودة إلى مدار الأرض، وهو المسار المعروف الآن باسم «مسار كوندراتيوك» أو «حلقة كوندراتيوك».

### السنوات السوفيتية الأولى
ترك كوندراتيوك الجيش في عام 1917 بعد الثورة الروسية وحاول كسب لقمة العيش من تسخين الغلايات في بولتافا. بصفته ضابطًا محليًا سابقًا في الجيش القيصري، كان معرضًا لخطر الاعتقال من قبل السلطات البلشفية باعتباره عدوًا للشعب. في العام التالي، حاول كوندراتيوك الهروب إلى بولندا لكن حرس الحدود أوقفه وأعاده. تمت رعايته من قبل أحد الجيران، وبناءً على نصيحة الأصدقاء، قرر الفرار إلى مكان آخر. حصل أصدقاؤه على أوراق هوية مزورة باسم يوري فاسيليفيتش كوندراتيوك، المولود في لوتسك عام 1900 (الذي توفي في الواقع بمرض السل عام 1921). بهذه الهوية الجديدة، عاش كوندراتيوك في كوبان وحولها وشمال القوقاز، حيث كان يعمل ميكانيكيًا وعامل سكك حديدية. استقر في نوفوسيبيرسك بسيبيريا عام 1927.

### الكتاب الأول والأعمال الهندسية والحبس
بالعمل كميكانيكي، أكمل كوندراتيوك مخطوطة كتاب بعنوان «غزو الفضاء بين الكواكب»، ويتناول حركة الصواريخ والقضايا المتعلقة باستعمار الفضاء. كما اقترح استخدام مسار مساعدة الجاذبية لتسريع المركبة الفضائية. في عام 1925، اتصل كوندراتيوك بالعالم المقيم في موسكو فلاديمير فيتشينكين وأرسل له المخطوطة. حتى ذلك الوقت، كان هو وعمله غير معروفين لعشاق الصواريخ. بينما استقبل العلماء الكتاب بحماس في موسكو، لم يلمس أي ناشر مثل هذا العمل الخيالي. في النهاية، دفع كوندراتيوك لمطبعة في نوفوسيبيرسك لإنتاج 2000 نسخة من العمل المكون من 72 صفحة، وحتى بعد ذلك كان عليه القيام بالكثير من التنضيد وتشغيل المطبعة بنفسه، وذلك لتوفير التكاليف وأيضًا لأن المعادلات في الكتاب تسببت في مشاكل بالنسبة للطابعة. تم اكتشاف اكتشافات كوندراتيوك بشكل مستقل عن قسطنطين تسيولكوفسكي الذي عمل أيضًا في قضايا الرحلات الفضائية في ذلك الوقت؛ لم يلتق الاثنان قط.
تطبيقًا لمهاراته الهندسية على المشكلات المحلية، صمم كوندراتيوك مصعدًا ضخمًا للحبوب يبلغ 13.000 طن (يُطلق عليه "Mastodon") في كامين-نا-أوبي، تم بناؤه من الخشب بدون مسمار واحد نظرًا لنقص المعروض من المعدن في سيبيريا. كانت هذه البراعة تعمل ضده عندما تم التحقيق معه في عام 1930 باعتباره «مخربًا» من قبل المفوضية الشعبية للشؤون الداخلية. تم استخدام عدم وجود المسامير في الهيكل كدليل على أنه خطط للانهيار. حكم على كوندراتيوك، المدان بارتكاب "نشاط معاد للسوفيتية"، بالسجن ثلاث سنوات في غولاغ، ولكن بسبب مواهبه الواضحة تم إرساله إلى شاراشكا (سجن منشأة بحثية) بدلاً من معسكر عمل. هناك، تم تكليفه أولاً بالعمل في تقييم آلات استخراج الفحم الأجنبية للاستخدام في كوزباس، وسرعان ما أثار إعجاب مشرف المخيم ببراعته. بناءً على طلب المشرف، في نوفمبر 1931، قام مجلس المراجعة بتغيير وضع كوندراتيوك من «سجين» إلى "منفي"، وأرسله للعمل في مشاريع الحبوب في سيبيريا.

### بحث ما بعد السجن عن طاقة الرياح
علم كوندراتيوك عن مسابقة لتصميم مولد طاقة رياح كبير لشبه جزيرة القرم، برعاية سيرغي أوردجونيكيدزه، مفوض الشعب للصناعات الثقيلة آنذاك. مع زملائه المهندسين المنفيين بيوتر غورتشاكوف ونيكولاي نيكيتين، قدم كوندراتيوك تصميمًا لمسافة 165 مترًا (500 قدم) برج خرساني مرتفع يدعم مروحة ذات أربع شفرات بطول 80 مترًا (240 قدم) وقادرة على توليد ما يصل إلى 12.000 كيلوواط. في نوفمبر 1932، اختار أوردجونيكيدزه هذا التصميم ليكون الفائز ودعا الفريق لمقابلته في موسكو قبل إرسالهم إلى خاركيف لوضع اللمسات الأخيرة على التصميم والإشراف على بنائه. أثناء وجوده في موسكو، أتيحت الفرصة لكوندراتيوك للقاء سيرجي كوروليوف، رئيس مجموعة دراسة الحركة التفاعلية (GIRD، وهي مجموعة أبحاث الصواريخ السوفيتية). عرض كوروليوف على كوندراتيوك منصبًا في طاقمه، لكن كوندراتيوك رفض، خوفًا من أن التدقيق الذي سيخضع له تحت إشراف المفوضية الشعبية للشؤون الداخلية سيكشف عن هويته الحقيقية.
عمل كوندراتيوك وغورتشاكوف ونيكيتين في مشروع طاقة الرياح على مدى السنوات الأربع التالية حتى وفاة أوردجونيكيدزه الغامضة في عام 1937. بين عشية وضحاها، اعتبر المشروع مكلفًا وخطيرًا للغاية وتم إغلاقه، البرج نصف مبني فقط. استخدم نيكيتين فيما بعد ما تعلمه في هذا المشروع عندما صمم برج أوستانكينو في الستينيات. في غضون ذلك، ذهب الرجال للعمل على تصميم توربينات رياح أصغر (في 150-200 نطاق كيلوواط) لمزارع الطاقة. خلال هذا الوقت، علم كوندراتيوك باعتقال كوروليوف بتهمة الخيانة لإضاعة الوقت في تصميم مركبة فضائية. قرر على الفور أن يتخلص من ملاحظاته الوفيرة حول هذا الموضوع. وافق الجار السابق في نوفوسيبيرسك الذي رعاه حتى عاد إلى حالته الصحية بعد إصابته بالتيفوس على أخذ دفاتر ملاحظاته وأخذها في النهاية إلى الولايات المتحدة عندما هرب هناك مع ابنته بعد الحرب العالمية الثانية. كما أرسل نسخة من عمله المنشور إلى متحف ولاية تسيولكوفسكي لتاريخ رواد الفضاء في كالوغا.

### الحرب العالمية الثانية، القتال والموت
انضم كوندراتيوك إلى الجيش الأحمر كمتطوع في يونيو 1941 وتوفي في عام 1942 بالقرب من كالوغا. ملابسات وفاته بالضبط غير معروفة. شاركت وحدته في قتال عنيف ضد النازيين في أكتوبر 1941، وفي بعض الأحيان يتم تحديد 3 أكتوبر باعتباره تاريخ وفاته. تشير الأدلة التي تم جمعها في التسعينيات إلى أنه اختفى في يناير أو فبراير 1942 أثناء إصلاح تلغراف اتصالات ليلاً بالقرب من قرية زاسيتسكي في منطقة كيروفسكي في منطقة كالوغا.

## أعمال محددة
- لأولئك الذين قرأوا عند بناء (مركبة فضائية) - 1919 (غير منشورة)
- الاستيلاء على الفضاء بين الكواكب - 1925

## التشريفات

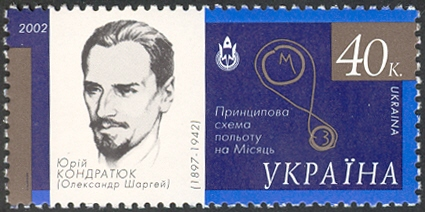
طابع بريدي أوكراني سنة 2002، لإحياء ذكرى يوري كوندراتيوك.

عندما زار رائد الفضاء الأمريكي نيل أرمسترونغ الاتحاد السوفيتي بعد رحلته التاريخية إلى القمر، جمع حفنة من التربة من خارج منزل كوندراتيوك في نوفوسيبيرسك للاعتراف بمساهمته في رحلات الفضاء، وحث السلطات السوفيتية على البدء في إحياء ذكرى كوندراتيوك.
في وقت لاحق، تم تسمية مركز العلوم وكلية في نوفوسيبيرسك باسم كوندراتيوك، وكذلك شوارع في بولتافا وكييف وموسكو. تحمل جامعة بولتافا التقنية الوطنية اسم كوندراتيوك منذ عام 1997. بالإضافة إلى ذلك، كان اسم كوندراتيوك هو الاسم نفسه لفوهة كوندراتيوك على القمر وكوكب كوندراتيوك الصغير 3084 الذي اكتشف في عام 1977.
أصدرت حكومة أوكرانيا طوابع بريدية وعملات معدنية تُظهر كوندراتيوك.
تم إدخال يوري كوندراتيوك في قاعة مشاهير الفضاء الدولية في عام 2014.

## روابط خارجية
- [uk:Зоряний блукач із Полтави]. Article in Tyzhden.ua magazine (بالأوكرانية) https://web.archive.org/web/20230319155056/https://tyzhden.ua/zorianyj-blukach-iz-poltavy/. Archived from the original on 2023-03-19. {{استشهاد ويب}}: |trans-title= بحاجة لـ |title= أو |script-title= (help) and |مسار أرشيف= بحاجة لعنوان (help)
- [ru:Кондратюк Юрий Васильевич]. Article in online Encyclopedia of cosmonautics (بالروسية) https://web.archive.org/web/20110616061951/http://www.rtc.ru/encyk/biogr-book/10K/1416.shtml. Archived from the original on 2011-06-16. {{استشهاد بموسوعة}}: |trans-title= بحاجة لـ |title= أو |script-title= (help) and |مسار أرشيف= بحاجة لعنوان (help)
- Georgiy Stepanovich Vetrov, S. P. Korolyov and space. First steps. — 1994 M. Nauka, (ردمك 5-02-000214-3)